# Finistère
Finistère (IPA: [finisˈtɛʁ]; bretonul: Penn-ar-Bed) a 83 eredeti département egyike, amelyeket a francia forradalom alatt 1790. március 4-én hoztak létre.

## Elhelyezkedése
Franciaország nyugati részén terül el, Bretagne régió része.

## Települések
Legnagyobb városai:
| Település  | Népesség (2011) |
| ---------- | --------------- |
| Brest      | 140 547         |
| Quimper    | 63 235          |
| Morlaix    | 15 549          |
| Concarneau | 19 048          |

## Galéria

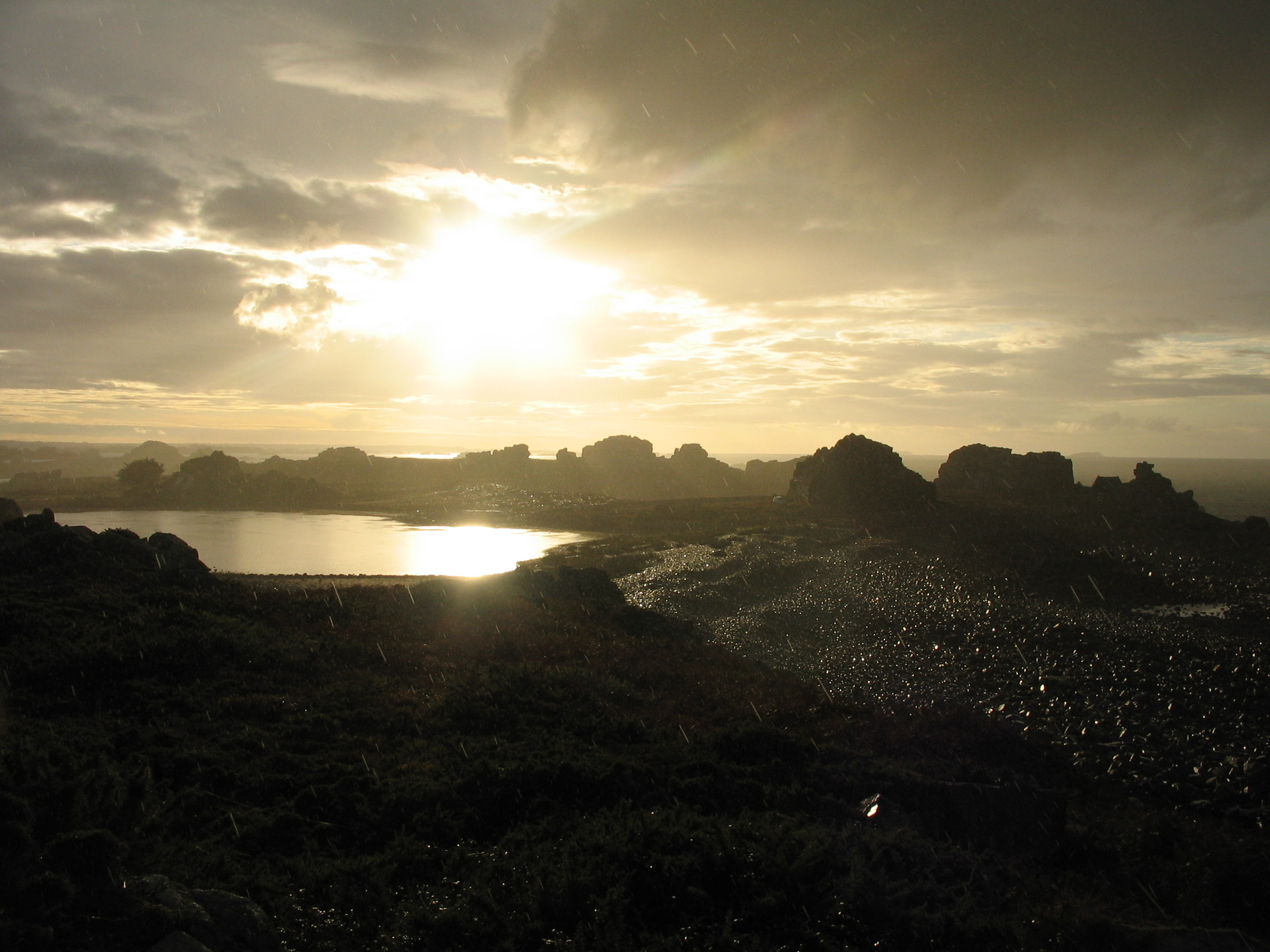
Aurillac
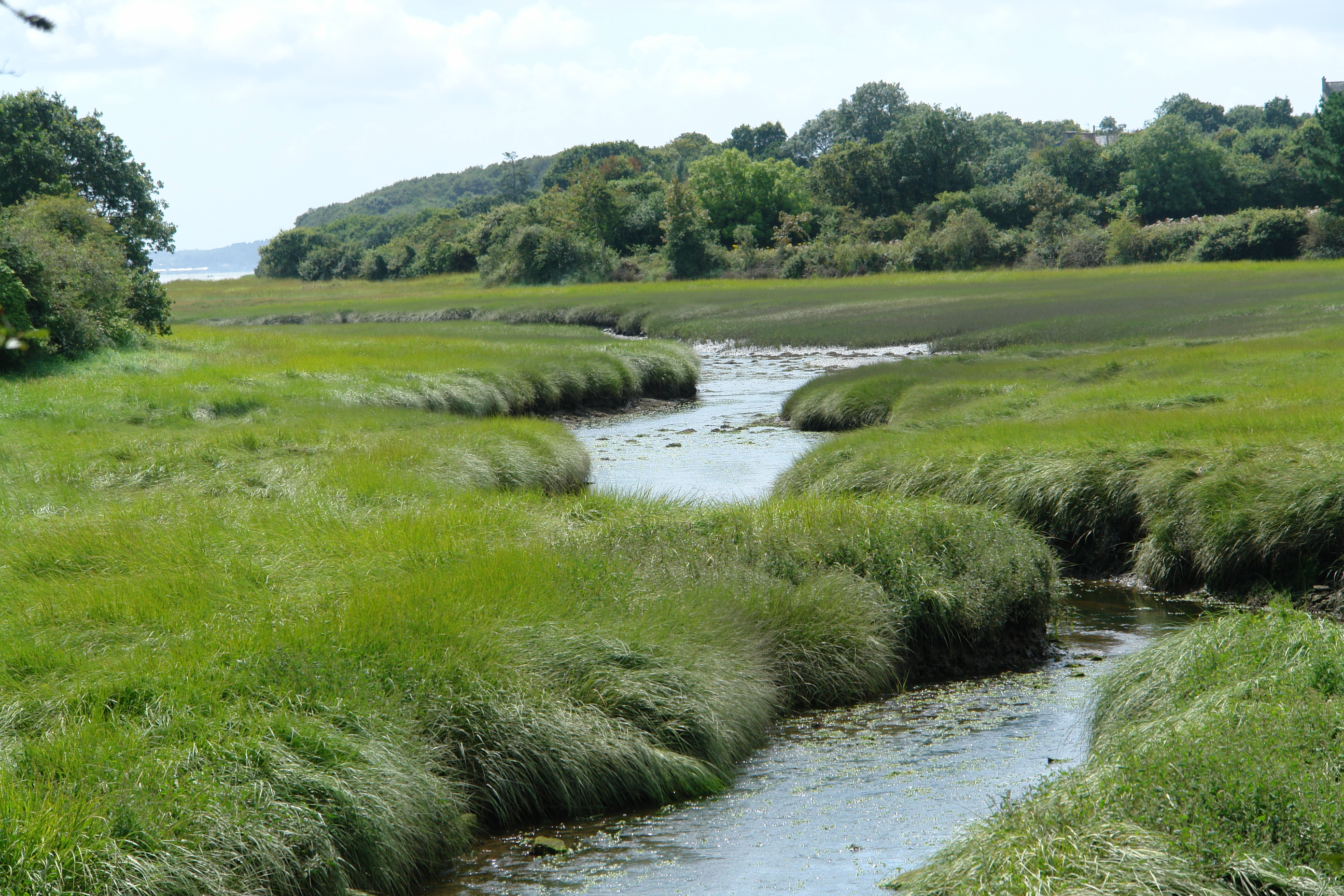
Saint-Flour
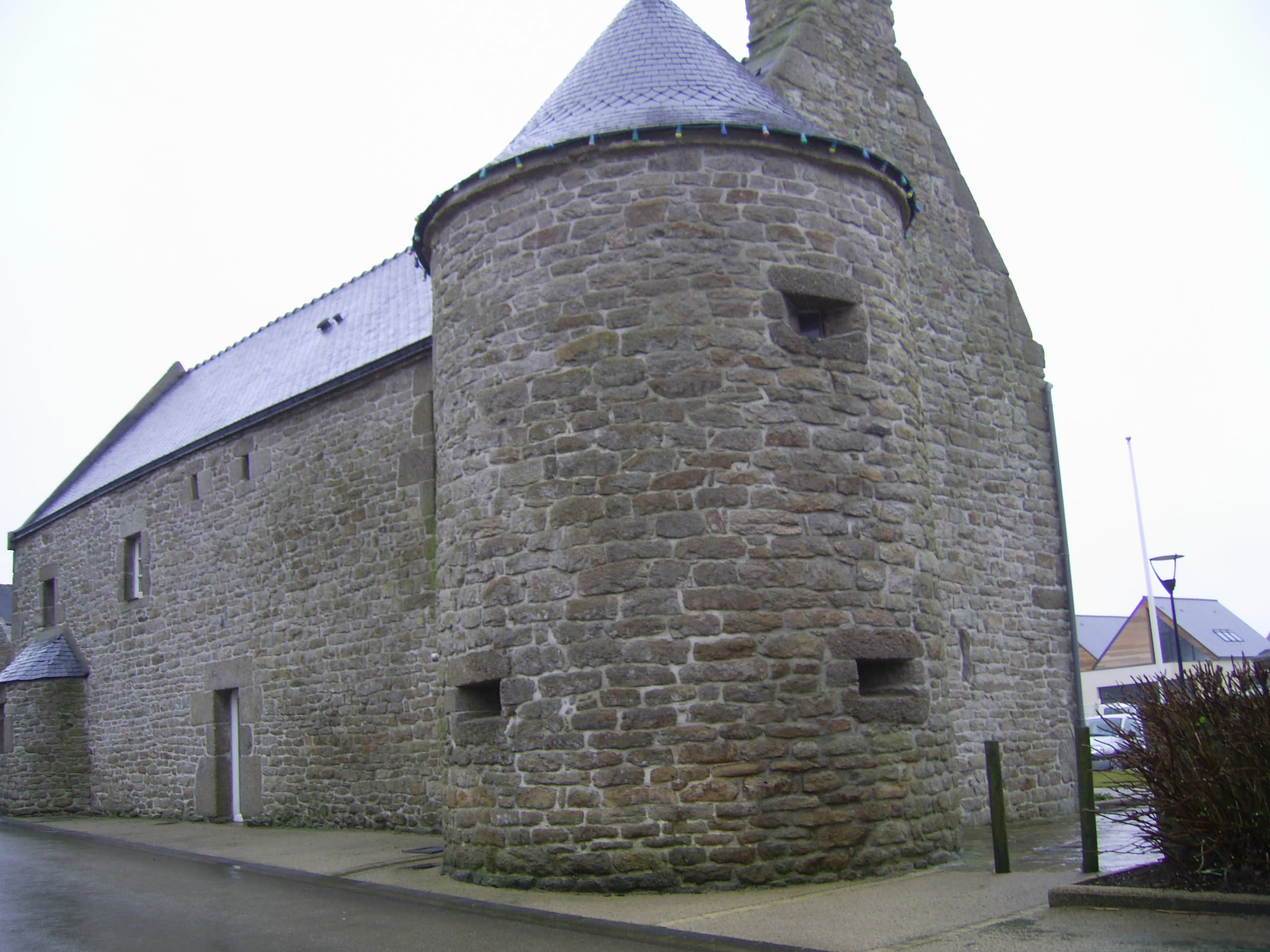
Mauriac